# Сакелларопулу, Катерина
Катери́на Сакелларопу́лу (греч. Κατερίνα Σακελλαροπούλου; род. 30 мая 1956, Салоники) — греческая государственная и политическая деятельница, 22-й президент Греции (восьмой в истории нынешней Третьей Греческой Республики). Занимала должность с 13 марта 2020 по 13 марта 2025 года. Была избрана 22 января 2020 года преемником президента Прокописа Павлопулоса парламентом Греции. До своего избрания, с октября 2018 года занимала должность председателя Государственного совета, высшего административного суда Греции.

## Биография
Сакелларопулу родилась 30 мая 1956 года в Салониках. Её семья родом из Ставруполи, города в префектуре Ксанти. Катерина изучала право на юридическом факультете Афинского национального университета им. Каподистрии и закончила аспирантуру по конституционному и административному праву в Университете Пантеон-Ассас в Париже. В 1982 году была принята в Государственный совет докладчиком.
Была членом Ассоциации судейских работников Государственного совета. Занимала ряд должностей в ассоциации: генеральный секретарь (1985—1986), вице-президент (2006—2008) и президент (1993—1995, 2000—2001).
В 2000 году стала советником. В октябре 2015 года назначена вице-президентом Государственного совета, а в октябре 2018 года единогласно избрана на должность председателя Совета. Чувствительность Сакелларопулу к гражданским свободам, экологическим проблемам и правам меньшинств и беженцев побудила тогдашнюю левую администрацию Сиризы выдвинуть её на эту должность.
Одобрила Преспанское соглашение, подписанное 17 июня 2018 года и разрешившее спор об именовании Македонии. Вела в Госсовете дело россиянина Александра Винника, предположительного создателя биткоин-биржи BTC-E.
Сакелларопулу регулярно публикуется в научных журналах. Также внесла свой вклад в книгу «Финансовый кризис и защита окружающей среды в прецедентном праве Государственного совета» (Οικονομική κρίση και προστασία του περιβάλλοντος στη νομολογία του Συμβουλίου της Επικρατείας), Papazisis Publications.
Катерину Сакелларопулу считают политическим аутсайдером из-за того, что она не принадлежит ни к какой партии. Она придерживается либеральных взглядов и проявляет особый интерес к охране окружающей среды. Сакелларопулу поддержала идею убрать религиозную принадлежность из греческого удостоверения личности, когда влияние Православной церкви и консерваторов в Греции было сильным. Также выступала за предоставление гражданства детям-мигрантам.

## Выдвижение и избрание президентом
15 января 2020 года премьер-министр Греции Кириакос Мицотакис выдвинул её кандидатуру на должность президента Греческой Республики. Сакелларопулу была выдвинута правящей консервативной партией «Новая демократия», но ей также удалось заручиться поддержкой основной оппозиционной партии СИРИЗА и левоцентристской партии «Движение перемен».
22 января избрана президентом. За неё проголосовал 261 из 300 депутатов парламента (33 воздержались, 6 отсутствовали). Решение по избранию Сакелларопулу было широко воспринято общественностью как попытка противостоять растущей критике по поводу нехватки женщин в кабинете Кириакоса Мицотакиса, где лишь 1 из 18 министров является женщиной. По словам аналитиков, этот исторический шаг в какой-то степени помог бы исправить плохую репутацию Мицотакиса в назначении женщин.

### Инаугурация
13 марта была официально приведена к присяге и вступила в должность. Церемония инаугурации состоялась в почти пустом парламенте в рамках мер по предотвращению распространения коронавируса из-за возникшей пандемии COVID-19; присутствовало ограниченное число официальных лиц и журналистов. После присяги Сакелларопулу возложила венок на могилу Неизвестного солдата на площади перед парламентом при почётном карауле. Несмотря на предупреждения о коронавирусе, позади охранной линии на противоположной стороне улицы собралась небольшая толпа, чтобы увидеть инаугурацию.
В краткой речи в президентском дворце Сакелларопулу назвала двумя главными проблемами Греции борьбу с коронавирусом и миграционный кризис. Она заявила: «Греция должна продолжать придерживаться своих демократических принципов и правового государства, двигаясь к будущему процветанию, в котором будет место для всех нас». Ссылаясь на Турцию, политик сказала, что Грецию призывают «противостоять агрессии тех, кто, используя человеческую боль, хочет нанести ущерб нашему национальному суверенитету». Греция, по словам Сакелларопулу, должна «обеспечить целостность наших границ, одновременно защищая и выполняя наш гуманитарный долг по отношению к беззащитным и отчаявшимся людям». Новый президент также призвала всех греков строго придерживаться всех рекомендаций органов здравоохранения по предотвращению распространения коронавируса.

## Личная жизнь
Сакелларопулу живёт со своим партнёром, Павлосом Коцонисом, адвокатом. У неё есть один ребёнок от предыдущего брака.
Болеет за футбольный клуб «Арис» (Салоники).